# Amtsgericht Walldürn
Das Amtsgericht Walldürn war ein Gericht der ordentlichen Gerichtsbarkeit in Walldürn in Baden-Württemberg im Bezirk zunächst des Hofgerichts des Unterrheinkreises, später des Kreisgerichts und schließlich des Landgerichts Mosbach.

## Geschichte
Das Amtsgericht Walldürn wurde im Jahr 1857 im Rahmen der Trennung von Rechtsprechung und Verwaltung in Baden während der staatlichen Neuorganisation nach der Revolution 1848/49 gegründet. Dem Amtsgericht Walldürn war das Hofgericht des Unterrheinkreises in Mannheim übergeordnet. Ab 1864 nahm das Kreisgericht Mosbach die Stellung des übergeordneten Gerichts ein. Zum 1. Mai 1872 wurde das Amtsgericht Walldürn aufgehoben und sein Bezirk den Amtsgerichten Wertheim, Buchen und Tauberbischofsheim zugeschlagen.
Mit dem Inkrafttreten des deutschen Gerichtsverfassungsgesetzes zum 1. Oktober 1879 wurde in Walldürn erneut ein Amtsgericht errichtet, dem nun das Landgericht Mosbach übergeordnet war. Dieses wurde zum 1. April 1924 erneut aufgehoben, und dessen Bezirk vom Amtsgericht Buchen übernommen.